# Jungfru Marie död (Mantegna)
Jungfru Marie död är en målning av den italienske renässanskonstnären Andrea Mantegna. Den målades omkring 1462 och ingår sedan 1826 i Pradomuseets samlingar i Madrid. 
Jungfru Maria ligger på sin dödsbädd och är omgiven av elva sörjande lärjungar, det vill säga alla utom Judas Iskariot. Scenen är förlagd till norra Italien och genom fönstret syns på andra sidan floden Mincio Castello di San Giorgio som utgjorde en del av det stora hertigpalatset i Mantua. Tavlan är en av de första i konsthistorien med en igenkännbar topografi. Konstnären utnämndes 1460 till hovmålare av Ludovico III Gonzaga, härskare över hertigdömet Mantua, och målningen var avsedd att pryda hertigpalatsets privata kapell tillsammans med den av Mantegna ungefär samtidigt målade Konungarnas tillbedjan. 
Mantegna var från 1453 gift med Nicolosia, syster till de venetianska konstnärerna Gentile och Giovanni Bellini. Hans konst bygger på ett ingående studium av antiken och har en sträng, monumental och distinkt form. Den perspektiviska rumsgestaltningen är genomförd med en för sin tid nyskapande illusionistisk effekt med djärva förkortningar. Stilen kan uppfattas som skulptural och blodfattig, men i Jungfru Marie död har han också influerats av Bellini-brödernas mer besjälade konst. Målningen förmedlar en lyrisk stämning och det silverdisiga sjölandskapet i bakgrunden för tanken till venetianerna. Den skiljer sig därmed från Mantegnas korsfästelse- och martyrscener som präglas av detaljåtergivning och intellektuell kyla. Kompositionen domineras av sökandet efter djup och perspektiv, vilket uppnås genom det geometriska mönstret på golvet, skalningen av figurerna och utsikten mot staden i bakgrunden. 
Tavlan var från början större. I samband med att kapellet byggdes om och omdekorerades på 1500-talet togs tavlan ned och fördes av Margareta Gonzaga till Ferrara. Troligtvis var det vid detta tillfälle som den övre tredjedelen skars bort. En mindre del av det som skars bort och som skildrar Kristus finns bevarad på Pinacoteca Nazionale i Ferrara som benämner verket Kristus välkomnar Jungfru Maria till himlen. Huvudtavlan förvärvades 1627 av Karl I av England. Efter hans avrättning 1649 inköptes den av Filip IV av Spanien som förde den till Madrid där den idag är utställd på Pradomuseet.

## Bildgalleri

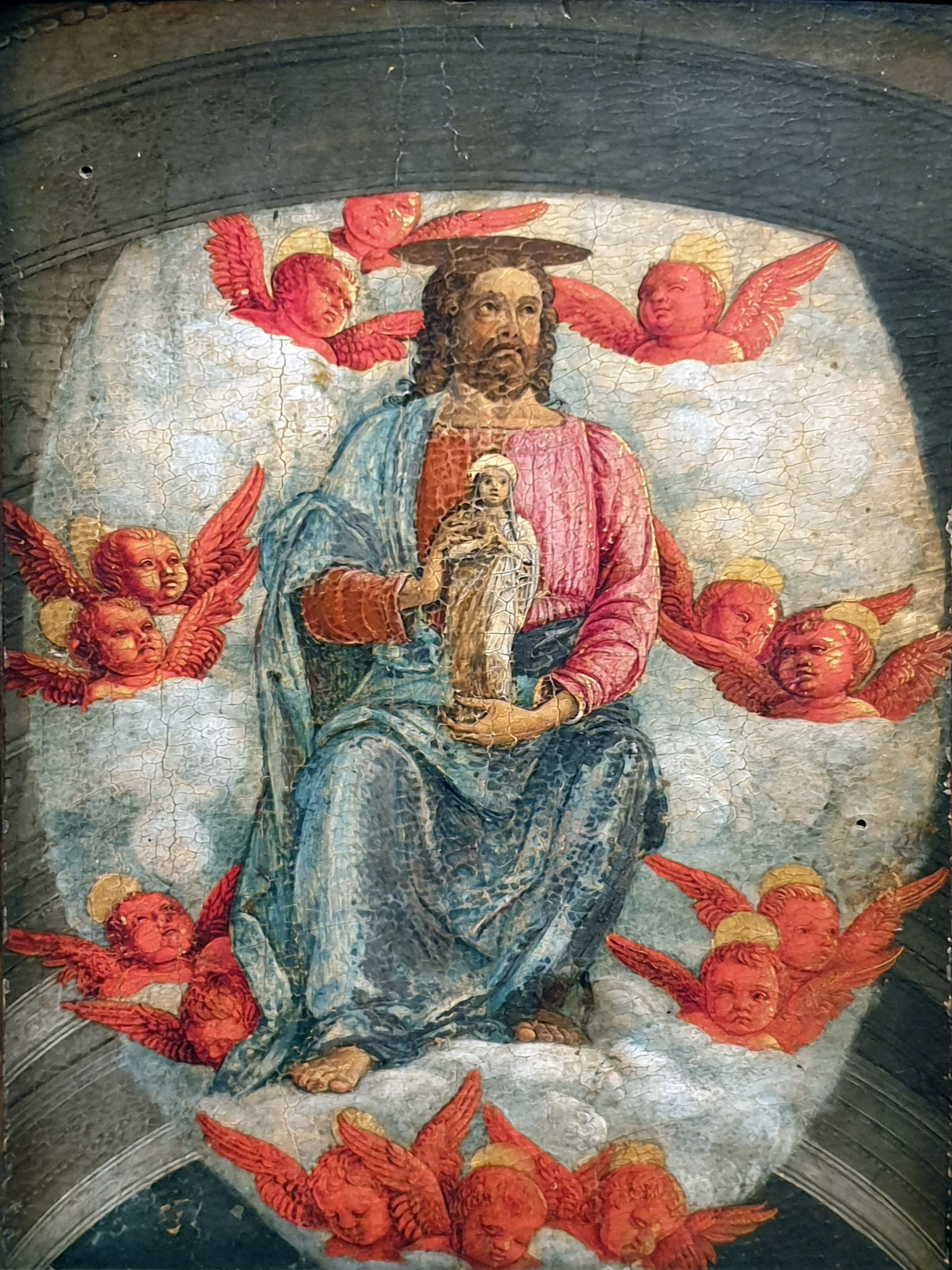
Kristus välkomnar Jungfru Maria till himlen (27 x 17 cm) på Pinacoteca Nazionale i Ferrara.
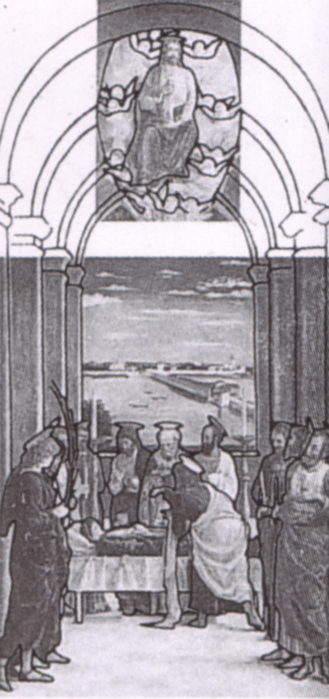
Skiss på hur den ursprungliga tavlan kan ha sett ut.